# 諾斯維爾鎮區 (伊利諾伊州拉薩爾縣)
諾斯維爾鎮區（英語：Northville Township）是位於美國伊利諾伊州拉薩爾縣的一個行政鎮區。

## 地方資料
根據2010年美國人口普查的數據，諾斯維爾鎮區的面積為86.60平方千米，當中陸地面積為84.60平方千米，而水域面積為2.00平方千米。當地共有人口7219人，而人口密度為每平方千米83.36人。